# ペルゲル・フェット核異常

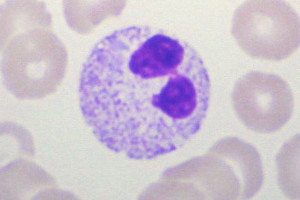
ペルゲル・フェット核異常：鼻眼鏡型の核

ペルゲル・フェット核異常とは、顆粒球の核の先天的な形態異常（低分葉）である。
後天的にも、骨髄異形成症候群や薬剤投与後などに同様の形態異常がみられることがあり、偽ペルゲル・フェット核異常とよぶ。

## 概要

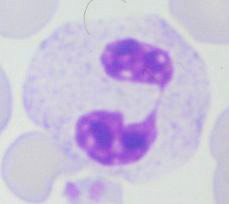
ペルゲル・フェット核異常：細い核糸で繋がった鼻眼鏡型の核

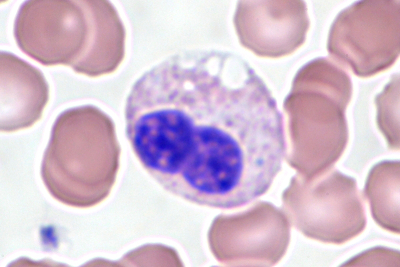
ペルゲル・フェット核異常：ピーナッツ型の核

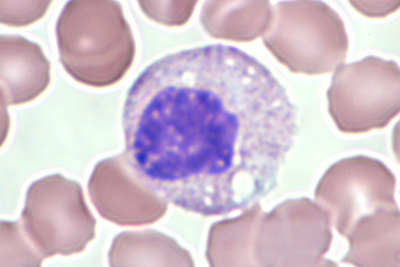
ペルゲル・フェット核異常：円型の核

ペルゲル・フェット核異常

（(英)Pelger–Huët anomaly、PHA）
とは、先天性の顆粒球の核の形態異常（低分葉）であり、ラミンB受容体（lamin B receptor、LBR）遺伝子変異による。
後天的にも、骨髄異形成症候群や薬剤投与後などに同様の形態異常がみられることがあり、偽ペルゲル・フェット核異常（(英)Pelger–Huët anomaly、PHA）とよばれる。
いずれも、核の分葉が正常に進行しない成熟障害の病態と考えられ、好中球の核の形態上は左方移動と紛らわしいが、中毒性顆粒やデーレ小体などは認めない。

## ペルゲル・フェット核異常

### 概要
ペルゲル・フェット核異常は、顆粒球の核の分葉が減少する、常染色体顕性（優性）遺伝性の病態である。好中球で特にその変化が明らかであるが、好酸球や好塩基球も影響を受ける。
ヘテロ接合型のペルゲル・フェット核異常においては、末梢血の好中球の核は、亜鈴ないし鼻眼鏡型の2葉の核が大半で、円型・卵型からピーナッツ型で分葉を示さない核もみられる。
また、核細胞質比が低く（核が相対的に小さく）、核のクロマチンも粗で濃く染まる傾向がある。
好中球の核が分葉するのは、毛細血管壁や細胞間質の狭い隙間を通過するのに適応したためと考えられており、ペルゲル・フェット核異常の好中球は障壁を通り抜けるのが正常より遅いが、その他の好中球機能は正常とされる。
ペルゲル・フェット核異常の原因は、第1染色体上に存在するラミン（lamin）B受容体遺伝子（LBR）の変異である。ラミンB受容体は核膜の内膜に存在する蛋白で、核ラミナを構成するラミンBおよびヘテロクロマチンと結合し、顆粒球の核が成熟と共に分葉する過程で中心的な役割を果たす。
ヘテロ接合型のペルゲル・フェット核異常は、特に健康には影響がない。
ホモ接合型のペルゲル・フェット核異常はまれである。ホモ接合型では、ほとんどの好中球の核が分葉を示さない。また、認知機能の障害、心臓や骨格の異常などを伴うことがある。

### 歴史
1928年に、オランダの結核専門の医師である、カール・ペルゲル（Karl Pelger）が2例の結核患者で好中球の形態異常を記載し、結核の予後不良に関連すると考えた。
1932年に、オランダの小児科医、フエット（Gauthier Jean Huët）

が、ペルゲルの報告した異常は良性の常染色体顕性（優性）の形質であることを見出した。
2002年に、ドイツのホフマン（Katrin Hoffmann）らが、ペルゲル・フェット核異常の原因がラミンB受容体遺伝子（LBR）の変異であることを報告した。

### 頻度
ペルゲル・フェット核異常の頻度は、対象集団により、0.01 %から0.1 %まで様々であるが、特に高頻度なのが、スウェーデン北東部（0.6 %）とドイツ南東部（1.0 %）である。米国では4785人に1人、英国では6000人に1人程度みられる。

日本では本疾患はまれと考えられている。

## 偽ペルゲル・フェット核異常

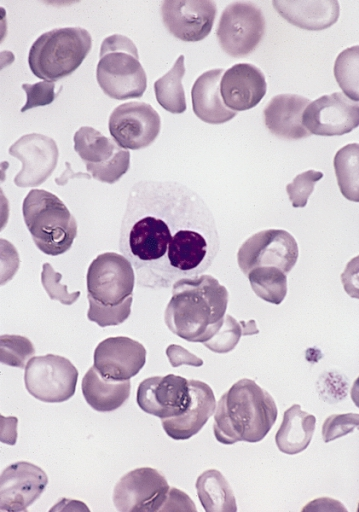
骨髄異形成症候群でみられた、低顆粒を伴う偽ペルゲル・フェット核異常

遺伝性のペルゲル・フェット核異常と同様の好中球の核の分葉低下が、後天的に下記のような病態でみられることがあり偽ペルゲル・フェット核異常と呼ばれる。

### 不可逆性の偽ペルゲル・フェット核異常
偽ペルゲル・フェット核異常は、骨髄異形成症候群の重要な所見の一つであり、骨髄異形成症候群で本所見がみられる場合は、急性白血病に移行するリスクが高い。その他、急性骨髄性白血病（特に急性分化型骨髄芽球性白血病AML-M2の異常成熟細胞）や、骨髄異形成/骨髄増殖性疾患などでみられる。
これらの疾患では、腫瘍細胞のクローンが除去されない限り、偽ペルゲル・フェット核異常は持続する。

### 可逆性の偽ペルゲル・フェット核異常
感染症（重症細菌感染症、HIV、結核、マイコプラズマ肺炎など）や、様々な薬剤の投与で、偽ペルゲル・フェット核異常が出現することがある。
これらの場合、原因が取り除かれたら（ときには原因が解消されなくとも自発的に）偽ペルゲル・フェット核異常が消失する。また、形態異常が好中球に限定され、異常を示す細胞の率が先天性のペルゲル・フェット核異常に比べ低い傾向がある。
偽ペルゲル・フェット核異常を来す薬剤には、免疫抑制剤（ミコフェノール酸モフェチル、タクロリムス）、抗癌剤（特にタキサン系）、ガンシクロビル、フルコナゾール、など多数あり、骨髄移植前後でよく使用される薬物も多く、前項の腫瘍性クローンにみられる偽ペルゲル・フェット核異常と鑑別が問題になることがある。